# Comuna Dumești, Vaslui
Dumești este o comună în județul Vaslui, Moldova, România, formată din satele Dumești (reședința), Dumeștii Vechi, Schinetea și Valea Mare.

## Așezare
Comuna Dumești se învecinează cu următoarele comune:
- la nord cu județul Iași
- la est și sud cu comuna Todirești
- la vest cu comuna Băcești

## Geografie
Suprafața comunei este de 5765 ha din care 433 ha intravilan și 5332 extravilan.
Relieful este accidentat, cu monticoli și microdepresiuni. Altitudinea este cuprinsă între 120 și 260 metri, dealurile sunt mărginite de numeroși versanți cu caracter de creste, iar solurile sunt în general din clasa cernoziomurilor cambice cu grade diferite de levigare, dar la altitudini mai mari, lenticular, se întâlnesc soluri cenușii de pădure.
Vegetația este formată în special din pajiști de silvo-stepă în care predomină festuca, stipa și astemisia, dar și din păduri de foioase (stejar, frasin și salcâm).

### Climă
Climatul are un caracter temperat-continental de nuanță blândă, temperaturile medii anuale fiind cuprinse între 8 și 10 °C. Vânturile bat în general dinspre nord (30,9%), sud (13,5%) și sud-vest (10,1%).

### Hidrografie
Cel mai important curs de apă care traversează comuna pe direcția vest-est este râul Bârlad, afluent al Siretului.

### Faună
Specii de faună: șopârla de câmp (Lacerta agilis), gușterul (Lacerta viridis), potârnichea (Perdix perdix), cârtița (Talpa europaea), popândăul (Spermophilus citellus), iepurele de câmp (Lepus europaeus), vulpe (Canidae carnivora), mistrețul (Sus scrofa), viezurele (Meles meles).

## Demografie
Componența etnică a comunei Dumești
     Români (78,16%)
     Romi (7,56%)
     Alte etnii (0,13%)
     Necunoscută (14,14%)
Componența confesională a comunei Dumești
     Ortodocși (85,05%)
     Alte religii (0,74%)
     Necunoscută (14,21%)
Conform recensământului efectuat în 2021, populația comunei Dumești se ridică la 2.963 de locuitori, în scădere față de recensământul anterior din 2011, când fuseseră înregistrați 3.334 de locuitori. Majoritatea locuitorilor sunt români (78,16%), cu o minoritate de romi (7,56%), iar pentru 14,14% nu se cunoaște apartenența etnică. Din punct de vedere confesional, majoritatea locuitorilor sunt ortodocși (85,05%), iar pentru 14,21% nu se cunoaște apartenența confesională.

## Istorie
La sfârșitul secolului al XIX-lea, comuna făcea parte din plasa Fundurile a județul Vaslui și era alcătuită din satele Dumeștii Noi (Dumeștii Mari), Dumeștii Vechi, Schinetea, Iezeru, Armășeni, Țibănești și Buhlii, cu o populație de 2017 de locuitori. În comună funcționau trei biserici, precum și două școli (una de fete și una de băieți).
Anuarul Socec din 1925 consemnează redenumirea satului Dumeștii Noi în Dumești. Aceiași sursă menționează comuna Dumești în plasa Negrești a aceluiași județ, cu o populație de 2397 de locuitori (în satele Dumești, Satu-Vechi, Armășeni, Schinetea, Țibănești și Buhlii. În 1931, satele Țibănești și Buhlii se contopesc formând satul Țibănești-Buhlii. Comuna Dumești era împărțită în satele Dumești, Armășeni, Dumeștii-Vechi, Schinetea și Țibăneștii Buhlii.
În anul 1950, comuna a fost transferată la regiunea Bârlad, iar șase ani mai târziu, după desființarea regiunii a fost transferată la regiunea Iași. 
În anul 1968, comuna a fost transferată, în structura actuală, la județul Vaslui, reînființat; Tot atunci, satele Armășeni și Țibăneștii Buhlii au trecut la comuna Băcești.

## Politică și administrație
Comuna Dumești este administrată de un primar și un consiliu local compus din 13 consilieri. Primarul, Ciprian Ioniță-Barnea[*], de la Partidul Social Democrat, este în funcție din octombrie 2020. Începând cu alegerile locale din 2024, consiliul local are următoarea componență pe partide politice:
|  | Partid                          | Consilieri | Componența Consiliului | Componența Consiliului | Componența Consiliului | Componența Consiliului | Componența Consiliului | Componența Consiliului | Componența Consiliului |
|  | ------------------------------- | ---------- | ---------------------- | ---------------------- | ---------------------- | ---------------------- | ---------------------- | ---------------------- | ---------------------- |
|  | Partidul Social Democrat        | 7          |                        |                        |                        |                        |                        |                        |                        |
|  | Alianța pentru Unirea Românilor | 2          |                        |                        |                        |                        |                        |                        |                        |
|  | Alianța Dreapta Unită           | 2          |                        |                        |                        |                        |                        |                        |                        |
|  | Partidul Național Liberal       | 1          |                        |                        |                        |                        |                        |                        |                        |
|  | Partidul S.O.S. România         | 1          |                        |                        |                        |                        |                        |                        |                        |

## Economie
Activitățile specifice acestei zone sunt: agricultura, creșterea animalelor și comerțul.

## Turism
Printre obiectivele turistice din comuna Dumești, menționăm următoarele:
- Conacul de la Schinetea al mareșalului Constantin Prezan (1861-1943)